# Réserve zoologique de Sauvage
La Réserve zoologique de Sauvage se situe dans la commune française d'Émancé dans le département des Yvelines à environ douze kilomètres au sud-ouest de Rambouillet.
Elle se trouve dans les 36 hectares du parc du château de Sauvage qui a été acquis en 1973 par le « Fonds international pour la préservation de la nature » (IWPF) sous la houlette de René Jamous.
Il s'agit avant tout d'une réserve ornithologique puisque plus des trois quarts de la faune est constitué d'oiseaux, les plus remarqués étant les flamants roses sur une pièce d'eau devant le château, les paons et les pélicans.
Hormis les oiseaux exotiques retenus dans des volières, la majeure partie des animaux sont en liberté dans le parc et l'on peut croiser des wallaby à cou rouges, des antilopes cervicapre, des émeus, des cerfs axis ou des wallabies bicolores…
Cette réserve zoologique n'empêche pas la flore d'avoir ici droit de cité surtout depuis les tempêtes de décembre 1999. À côté de la classique flore régionale, séquoias, cèdres de l'Atlas et pins de Grèce ont été plantés.

## Historique
Dans les années 1970, environ dix wallabies de Bennett se sont échappés accidentellement de la réserve. D'autres ont profité de la tempête de 1999, qui avait endommagé des clôtures du parc, pour faire de même. Depuis, une population stable d'une centaine de ces kangourous, vit dans la forêt de Rambouillet et ses environs.
En octobre 2011, deux responsables ont été condamnés pour « avoir détenu des animaux dans des conditions déplorables et s'être opposés à un contrôle vétérinaire ». Ils ont écopé chacun d'une amende 15 000 €. L'un des deux, sous le coup d'un mandat d'arrêt européen, a écopé en plus d'une peine de trois mois de prison avec sursis.
En 2016, la préfecture a mis en demeure les gestionnaires pour que le parc soit mis aux normes sanitaires et de sécurité en vigueur.

En mars 2017, le site de la Mairie d'Émancé indique que la réserve a définitivement fermé ses portes.

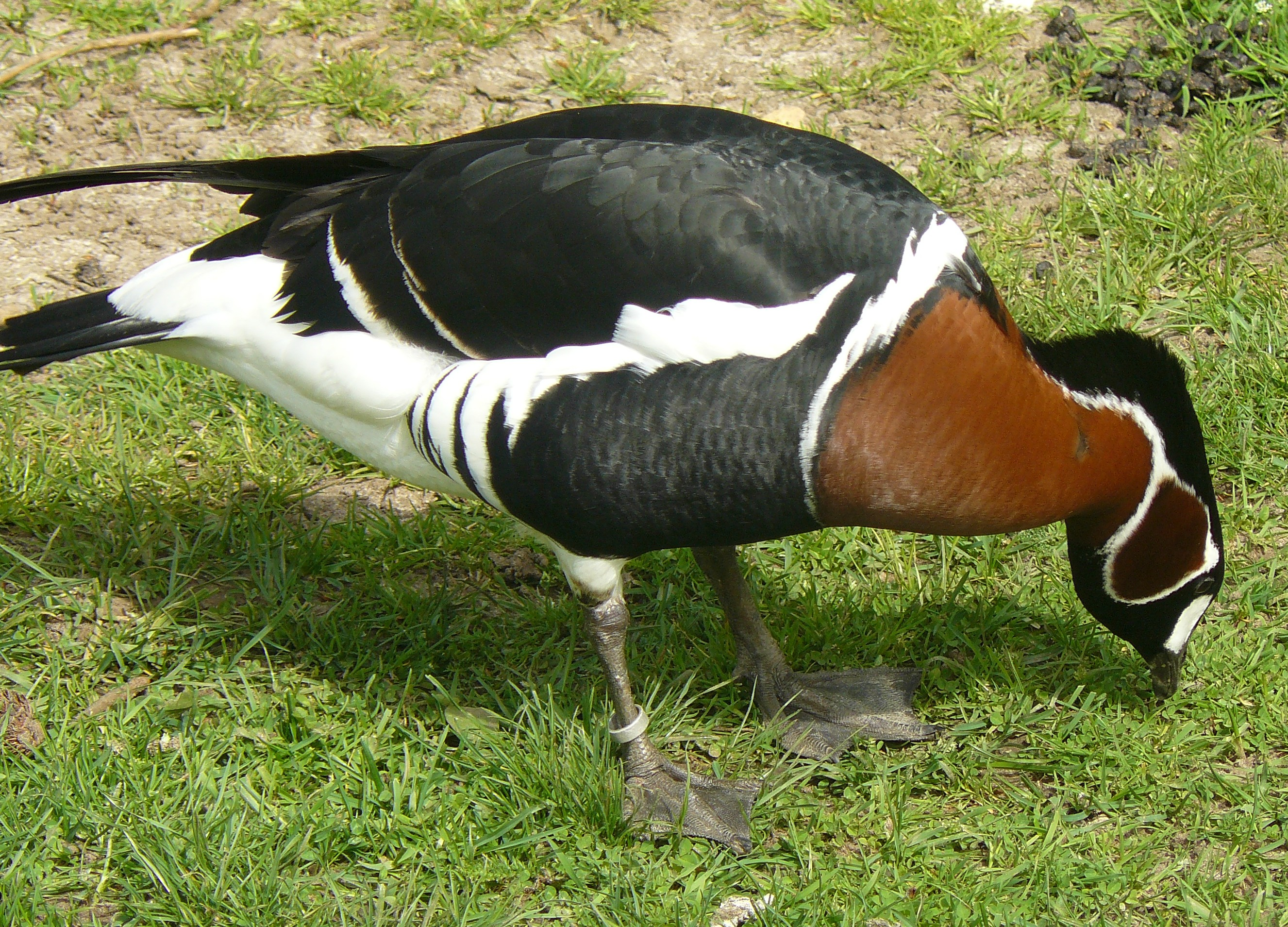
Bernache à cou roux
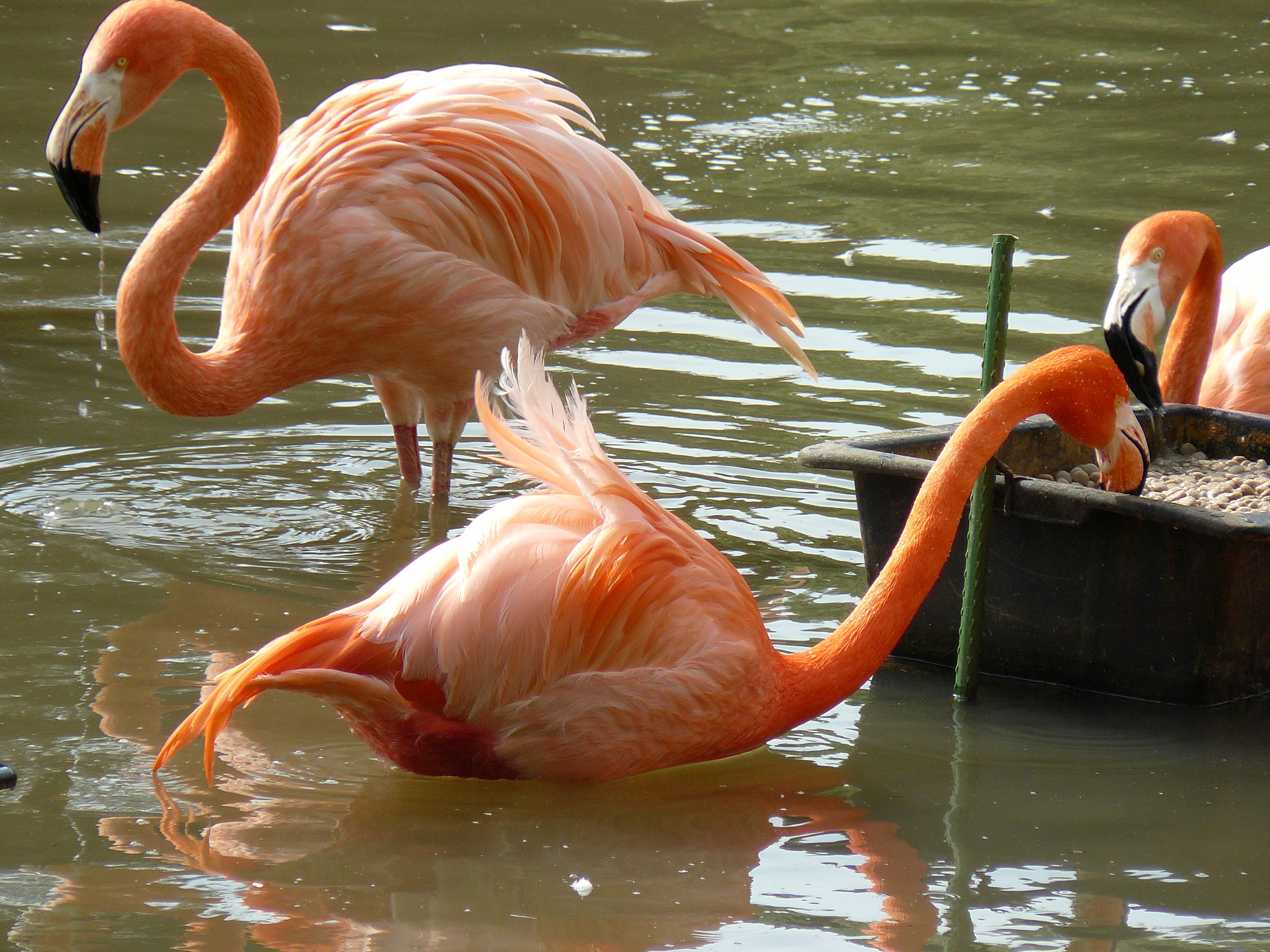
Flamants roses
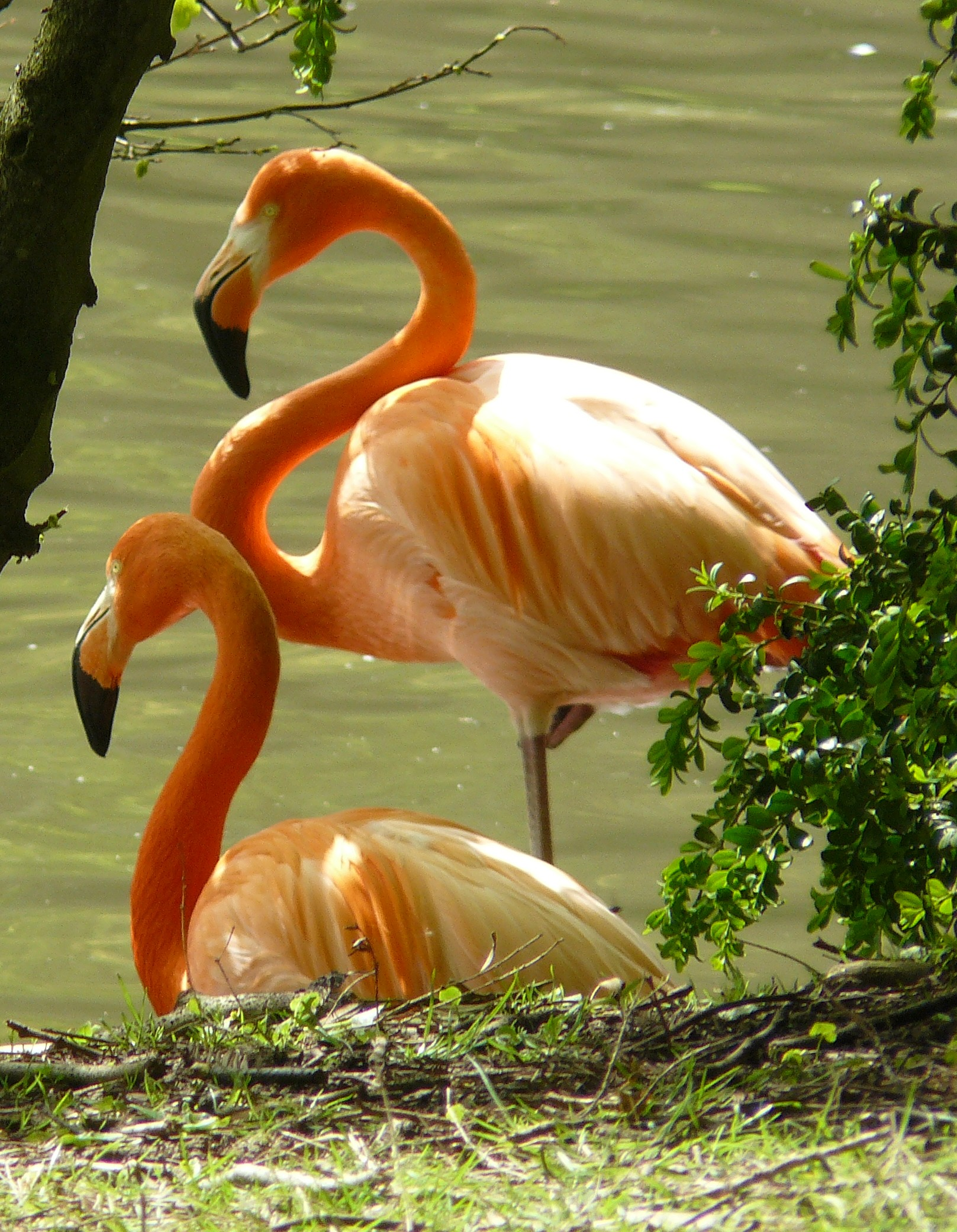
Flamants roses
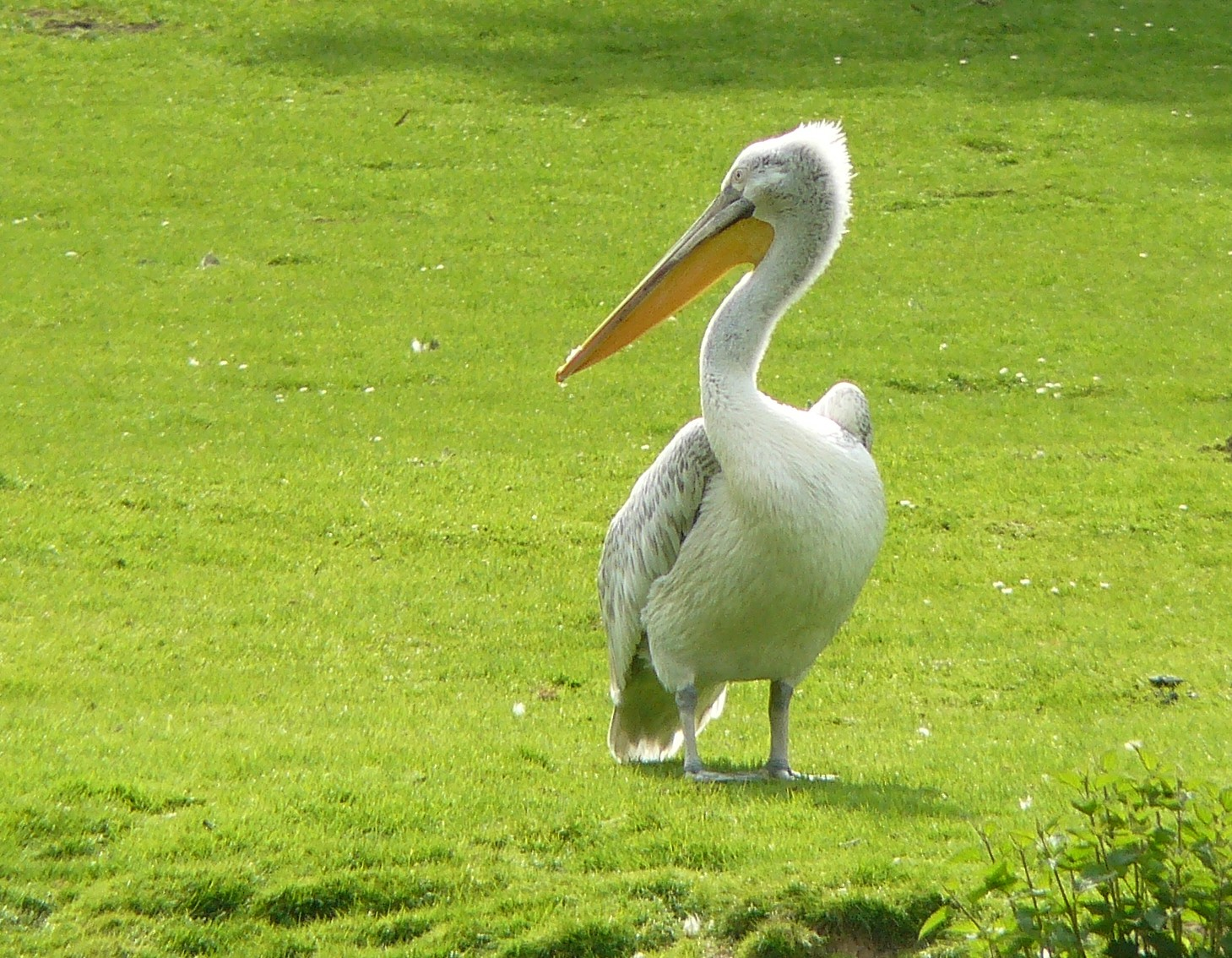
Pélican
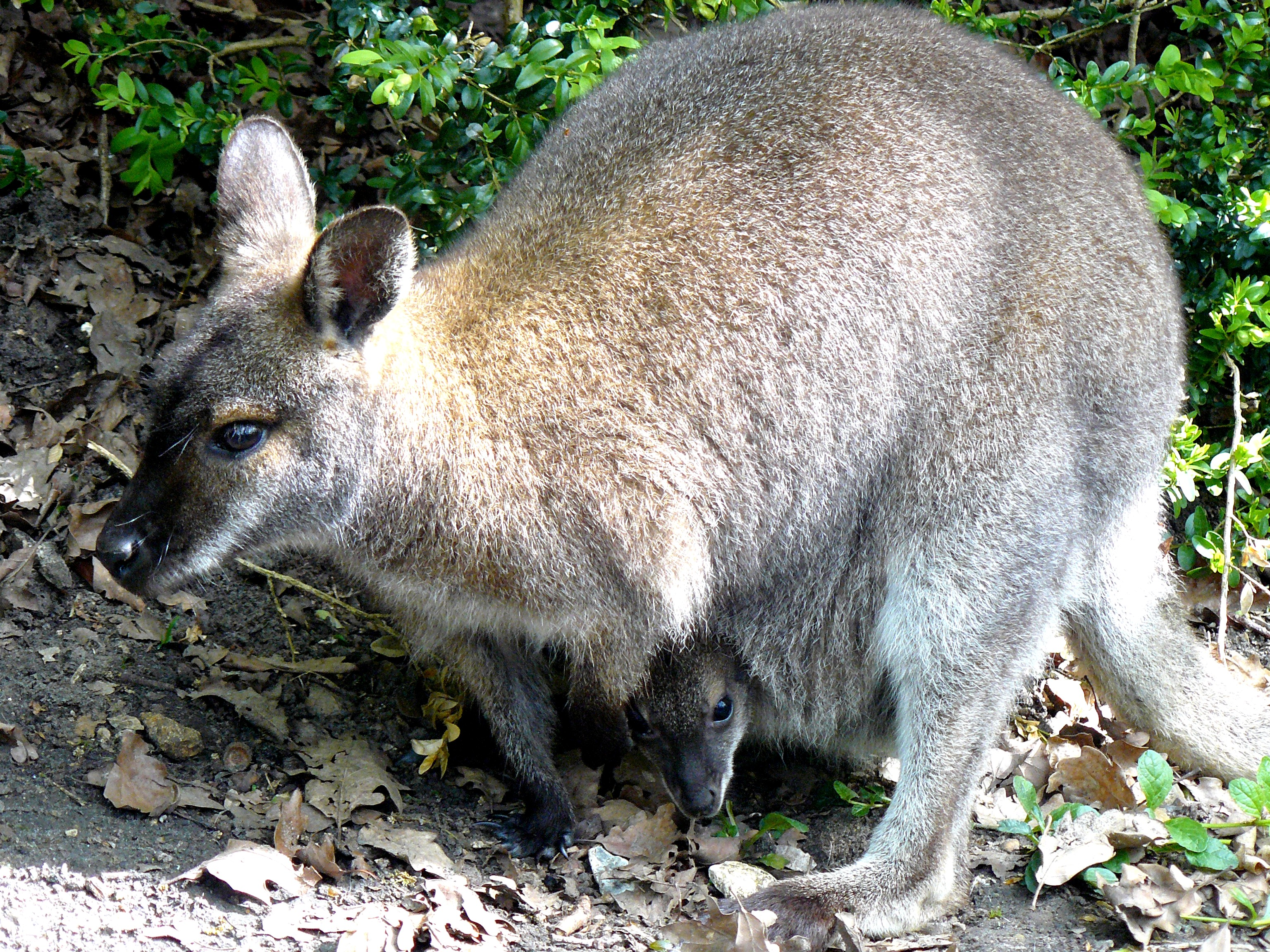
Wallaby et son petit
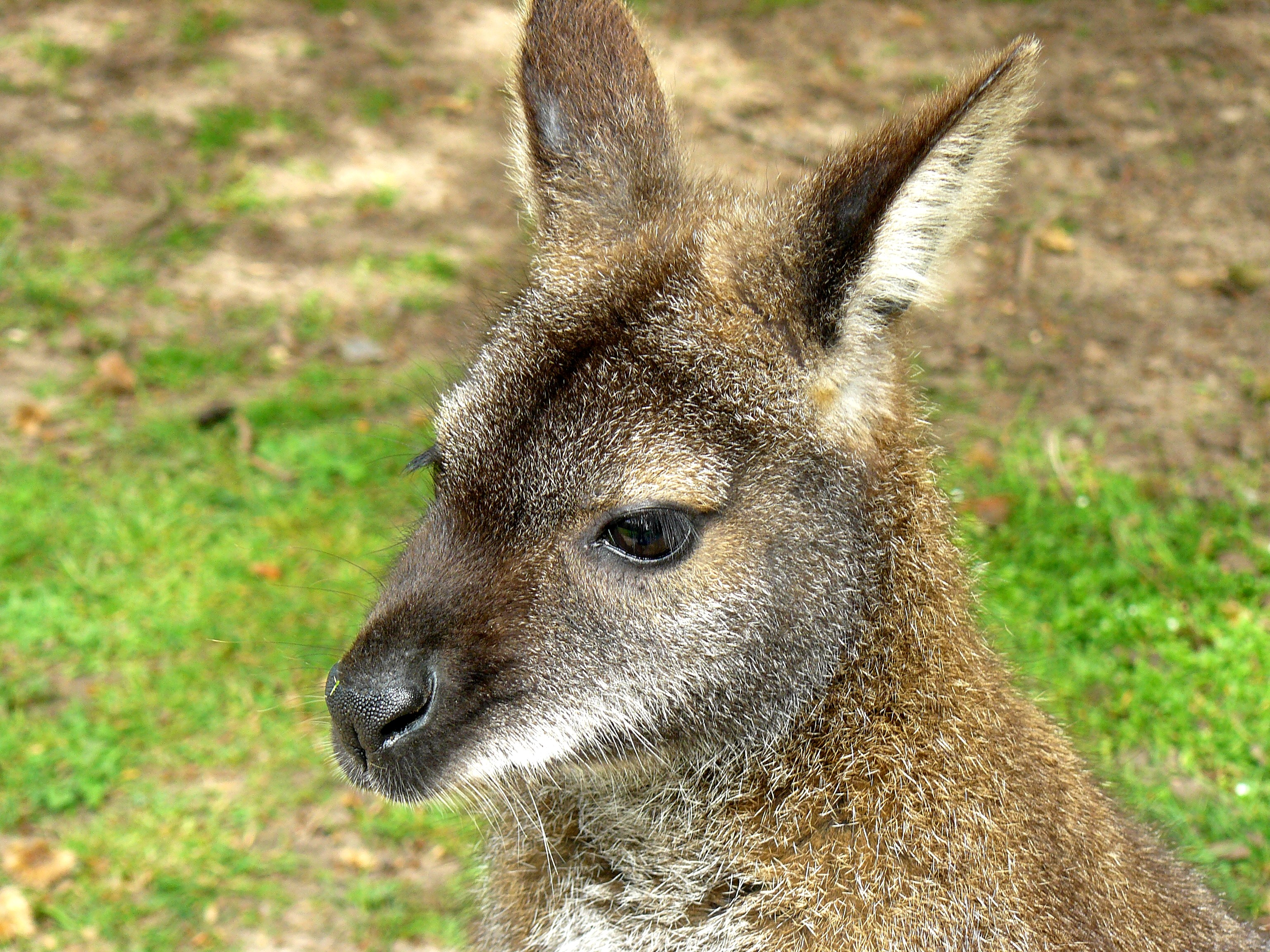
Wallaby
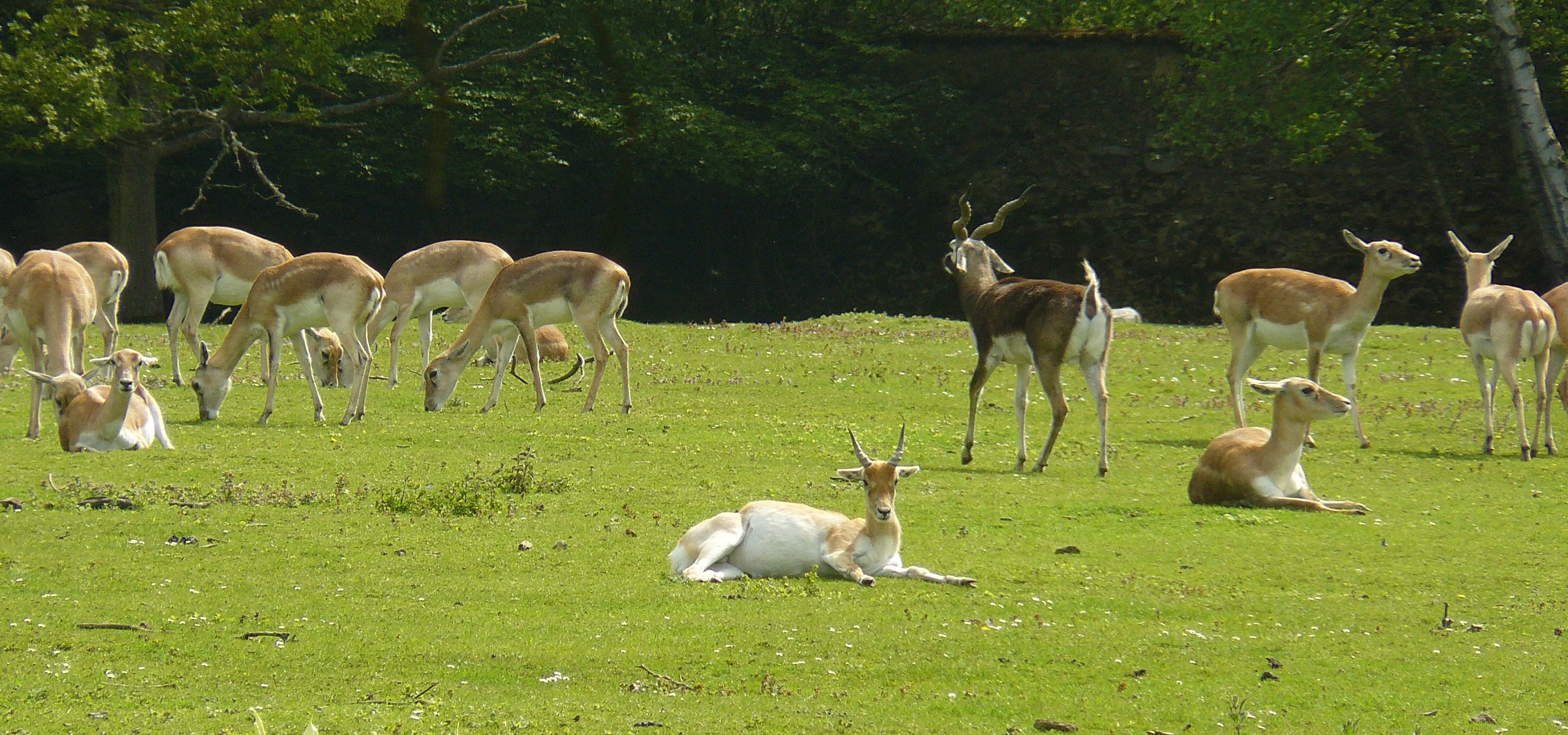
Antilopes cervicapra